# جمعية آناك السرية

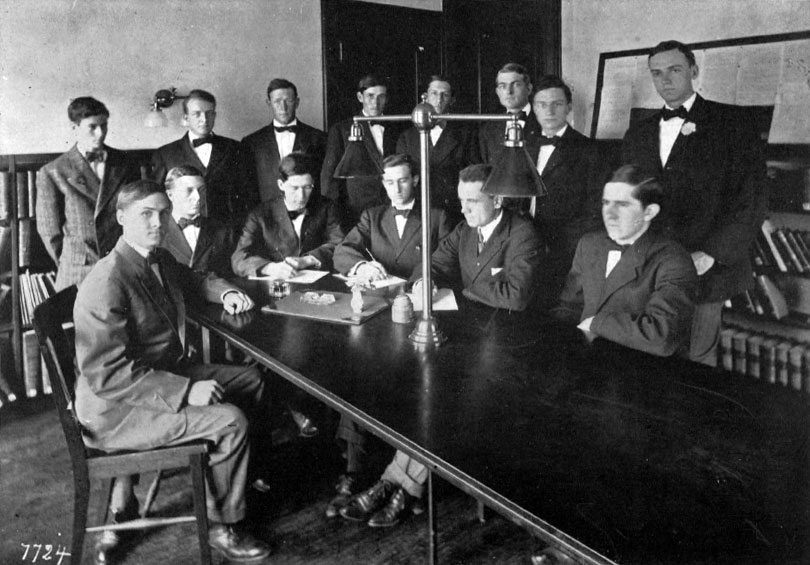

جمعية آناك (ANAK) هي أقدم جمعية سرية وجمعية شرفية في معهد جورجيا للتكنولوجيا (اختصاراً جورجيا تك) في أتلانتا بولاية جورجيا الأمرريكية. تأسست هذه الجمعية عام 1908 وكان هدفها «تكريم المتميزين من طلاب السنة الثالثة والرابعة ممن أبدوا سمات القيادة المثالية والحب الحقيقي لجورجيا تك». الجمعية تسمى بآناك (ANAK)، وهذا الاسم مُستمد من شخصية توراتية يعتقد أنها الأب الأول لعرق العمالقة.
تتألف الجمعية على الأقل من 1100 من خريجي معهد جورجيا للتكنولوجيا وأعضاء هيئة التدريس وأعضاء الشرف. وبالرغم من عدم تأسسها كجمعية سرية، ولكنها أبقت على أنشطتها وقوائم عضوية أعضاءها سريةً منذ عام 1961 ميلادي. وتغدو العضوية عامةً للطالب المنتسب بعد تخرجه أو عند تقاعد عضو هيئة التدريس المنتسب لها. ومن أبرز أعضاء هذه الجمعية الرئيس الأمريكي الأسبق جيمي كارتر (فخري)، بوبي دود (فخري)، إيفان ألين الابن، بوبي جونز، والعديد رؤوساء معهد جورجيا للتكنولوجيا. عدت العضوية في هذه الجمعية منذ أمد طويل أعلى تكريم ممكن لطالب في جورجيا تك الحصول عليه. ورغم موضع الشك الذي دار إزاء أنشطة الجمعية والجدالات الواقعة في السنوات الأخيرة.
فرضت هذه الجمعية تأثيراً ملحوظاً عبر تاريخ معهد جورجيا للتكنولوجيا حيث لعبت دوراً رئيسياً في تأسيس العديد من المنظمات الطلابية الأكثر نشاطاً في المعهد - بما في ذلك كتابها السنوية والذي يدعى «بلوبرينت»، والجريدة الطلابية «تيكنيك»، ورابطة الحكومة الطلابية الخاصة بها - فضلاً عن العديد من التقاليد الخاصة بمعهد جورجيا للتكنولوجيا. تدعي الجمعية مشاركتها في عدد من مشاريع الحقوق المدنية ومن أبرزها الدمج السلمي لأول مجموعة طلاب من أصول أفريقية في جورجيا للتكنولوجيا ومنع الكو كلوكس كلان من عمل نادي طلابي لها في معهد جورجيا للتكنولوجيا. إلا أن هذه الإدعاءات لم تؤكدها مصادر مستقلة لحد الآن.
تقوم آناك باعتبارها منظمة خيرية سنويا بمنح منحتين دراستين في مرحلة البكالوريوس وهما منحة جورج وينغفيلد سيميس التذكارية ومنحة ميري جاي هيت التذكارية. كما تقوم الجمعية سنوياً بمنح خريجي جورجيا للتكنولوجيا المتميزين جائزة جوزيف إم. بيتيت والخاصة بالخدمة المتميزة. جائزة جمعية آناك والتي تمنح سنوياً لعضو هيئة تدريس متميز في جورجيا للتكنولوجيا تعتبر الجائزة الأكثر قيمة من نوعها. وقامت الجمعية أيضاً بالتبرع بعدد من الهدايا إلى معهد جورجيا للتكنولوجيا على شرف أعضاءها وخريجيها المتميزين.